# La herencia (película de 2009)
La herencia es una película argentina dirigida por Sergio Smuckler y protagonizada por Enrique Dumont y Enrique Dumont. Fue estrenada el 29 de abril de 2009 y habla sobre la reconciliación de un hijo con su padre que es un criminal, para obtener una herencia que necesita para ayudar a su propio hijo.

## Sinopsis
Giuseppe recibe la visita de su propio padre que lo sorprende ya que se supone muerto. Todos los recuerdos que tiene son de un matón y un ladrón. Está ahí para ofrecerle a su hijo una herencia debido a sus finanzas, no puede rechazarla. Pero para recibirla, debe acompañar a su padre a un viaje. Esto conlleva un esfuerzo para reconciliarse, que bien podría fracasar.

## Reparto
Participaron del filme los siguientes intérpretes:
- Marcelo Arbach
- Fernando Beretta
- Galia Cohan
- Gonzalo Dreizik
- Enrique Dumont como Giuseppe
- Ulises Dumont como Gumaro
- Florencia Garibotti
- Totó López
- Oliverio Schmucler
- Gabriel Fernández